# Association des réalisateurs et réalisatrices de films francophones
 (novembre 2012).
L’Association des réalisateurs et réalisatrices de films francophones (ARRF) est la seule association professionnelle représentant spécifiquement les réalisateurs et réalisatrices résidant en ou issus de la Communauté française de Belgique.

## Histoire
Créée en mars 2002, sous la Présidence d’honneur d'André Delvaux, et avec comme premier Président Frédéric Sojcher, elle regroupe dès le départ plus de 70 membres (aussi bien des jeunes réalisateurs que des cinéastes confirmés). Ses activités ont porté aussi bien sur un travail d’information que sur la défense de la diversité culturelle et de la place du réalisateur comme créateur et auteur complet, dans un monde qui, selon l'association, tend à formater la production et à réduire le réalisateur à un technicien.
L'ARRF s’est fondée sur l’idée qu'un rapport évident existe entre les moyens de production et la création d'un film. L'association défend ainsi le principe selon lequel les réalisateurs devraient toujours être associés aux débats sur les possibilités de financement et de diffusion des films qu'ils réalisent.
Dès ses débuts, l'association a organisé la tenue mensuelle de conférences professionnelles d’information destinées à l’ensemble de la profession. Les thèmes abordés concernent tant la création que la production audiovisuelle: fonctionnement de la Commission du film, fonctionnement du fonds Wallimage, enjeux du Tax shelter belge, rôle de la télévision de service public, statut fiscal du réalisateur...
L'ARRF est aussi une des chevilles ouvrières de la plateforme PRO SPERE, pôle de création et des auteurs de l’audiovisuel qui regroupe les sociétés d’auteur (SABAM, SACD, SCAM) et les associations professionnelles de scénaristes, réalisateurs, comédiens, créateurs radiophoniques... Elle a notamment contribué à la réflexion sur le nouveau contrat de gestion de la RTBF et la manière d'y garantir une plus large part à la création issue des talents de la Communauté française de Belgique.
L'ARRF est reconnue officiellement comme association professionnelle représentative et participe, via Pro Spère, au Comité de Concertation du Centre audiovisuel de Communauté française de Belgique. Le Comité de concertation a pour objet de réunir autour d’une même table les différents « acteurs » de l’audiovisuel (créateurs, producteurs, distributeurs, chaînes de télévision).
En 2007, l'ARRF crée Cinéastes Associés, structure de production de films de long métrage à petit budget, soutenue par le Ministère de la Culture, de l'Audiovisuel, de la Santé et de l'Égalité des Chances, la RTBF et la chaîne culturelle Arte.
Jaco Van Dormael succède à André Delvaux comme Président d'honneur en 2010.